# Controle liga-desliga
A Ação de Controle On-Off (ou Liga-Desliga) é utilizada quando o processo permite uma oscilação contínua da variável controlada em torno do setpoint.
A saída do controlador muda de ligada para desligada, ou vice-e-versa, à medida que o sinal do erro passa pelo ponto de ajuste (setpoint). O elemento final de controle é uma válvula do tipo solenoide, que assume somente uma das duas posições possíveis: aberta ou fechada.

## Referência
- Bega, Egídio Alberto (organizador); Gerard J. Delmée, Pedro E. Cohn, oberval Bulgarelli, Ricardo Koch, Victor S. Finkel (2006). Instrumentação Industrial 2ª ed. Rio de Janeiro: Interciência. ISBN 85-7193-137-2